# Antipapa Gregório VIII
O Antipapa Gregório VIII (Limousin, ? - Salerno, Agosto de 1137) foi antipapa durante um breve período de tempo na primeira metade do século XII, de 10 de Março de 1118 a 22 de Abril de 1121. De seu nome verdadeiro era D. Maurício, a quem os cronistas posteriores à sua morte chamaram pejorativamente Burdino (Maurice Bourdin em francês), era natural da Aquitânia.

## Biografia
Foi educado em Cluny, Limoges e finalmente em Castela, tendo-se tornado diácono da Sé de Toledo.
Devido à sua ligação com Cluny, tornou-se um legado papal perfeito para a Península Ibérica, que recentemente adoptara o rito romano como versão oficial do catolicismo, ao invés do velho rito moçarábico, dito de Santo Isidoro, que na altura foi considerado como herético. Assim, tornou-se bispo de Coimbra em 1099, embora a sua actividade não o tenha deixado permanecer muito tempo na sua diocese, velho foco da cultura moçárabe.
Foi em peregrinação à Terra Santa durante quatro anos, tendo sido feito ao regressar arcebispo de Braga (1109). Nessa situação, próximo do conde Henrique de Borgonha, foi um dos principais agentes da reorganização eclesiástica do Condado Portucalense.
Em 1114, Maurício envolveu-se numa disputa com o arcebispo primaz de Toledo, Bernardo de Sedirac (que era ao mesmo tempo legado papal tal como ele), clamando ambos pela primazia entre as dioceses da Hispânia, pelo que foi chamado à Santa Sé e repreendido pelo Papa Pascoal II.

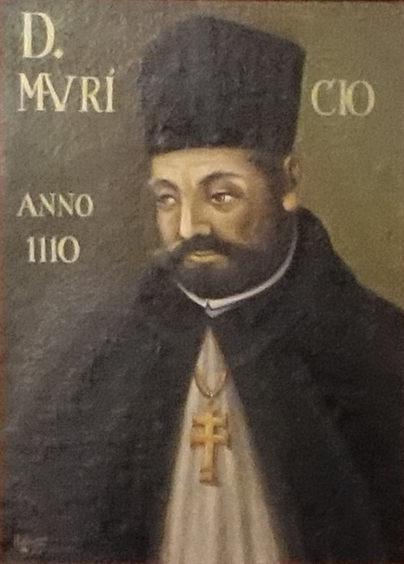
Maurício Burdino, retrato na Galeria dos Arcebispos de Braga.

Contudo, a sua posição teve alguns apoiantes entre a Cúria Romana, e em 1116, quando o Imperador Henrique V da Germânia no quadro da questão das investiduras invadiu a Itália para se opor ao Papa, enquanto este último e sua comitiva se deslocavam para Benevento no Sul de Itália para fugir desse reencontro, uma delegação chefiada por Maurício foi em sentido inverso dirigida ao imperador.
Como era evidente o arcebispo acabaria por trair a sua posição e abraçar a causa do imperador, ficando muito favorecido. Assim o monarca germano quando entrou em Roma, num Domingo de Páscoa, dia 23 de Março de 1117, fez-se coroar solenemente imperador do Sacro Império Romano por ele. Em face disto, à distancia, o Papa Pascoal II excomungou Henrique e amoveu Maurício dos cargos que ocupava, incluindo o arcebispado de Braga.
Pascoal morreu em 24 de Janeiro de 1118, sendo sucedido, após reunião do conclave, pelo Papa Gelásio II. Mas, Henrique, sabendo que o novo papa era também contra a sua política, dirigiu-se imediatamente a Roma, em Março desse mesmo ano, mas Gelásio, avisado, fugiu para Gaeta e recusou-se a encontrar-se com o Imperador para discutir qualquer assunto relacionado com a reforma gregoriana.
Como reacção, os cardeais afectos ao imperador (os gibelinos) declararam nula a eleição de Gelásio, e proclamaram ao invés Maurício como Papa, com o nome de Gregório VIII (10 de Março).
Gelásio, em Cápua, excomungou tanto Henrique como o antipapa Gregório (7 de Abril)
Após a morte de Gelásio, a sua facção elegeu Calisto II para Papa, em 8 de Maio de 1118, tendo regressado a Roma e Gregório fugiu, refugiando-se em Sutri. Aí os seus concidadãos e as tropas papais afectas ao primeiro, tendo cercado a cidade durante oito dias, em Abril de 1121, conseguiram os seus intentos. Este foi depois levado para Roma prisioneiro e, depois de ter percorrido as ruas amarrado a um camelo, montado de costas, foi encarcerado percorrendo sucessivos mosteiros. Nessa situação viria a morrer num deles, em Salerno, em Agosto de 1137.